# Igloolik Airport
Igloolik Airport är en flygplats i Kanada. Den ligger i den nordöstra delen av landet, 2 700 km norr om huvudstaden Ottawa. Igloolik Airport ligger 51 meter över havet. Den ligger på ön Igloolik Island.
Terrängen runt Igloolik Airport är platt. Havet är nära Igloolik Airport åt sydväst. Trakten är glest befolkad. Närmaste större samhälle är Igloolik, 2,3 km norr om Igloolik Airport.